# 长门探题
长门探题（日语：／）一般被认为是日本镰仓幕府于1276年（建治二年）为应对元寇而在长门国设立的前线防卫机关的称呼。此职务被认为是继承并扩大了长门守护的职能，但其详细情况尚不清楚。自被视为初代的北条宗赖以来，皆由北条氏一门担任。依据史料记载，仅确认北条时直有“长门周防探题”这一称呼（见《忽那文书》元弘三年三月二十八日「忽那重清军忠状」）。

## 沿革
1274年（文永十一年）10月，元军入侵九州北部地区（即“文永之役”）为契机，镰仓幕府于1276年计划强化最前线防御，任命执权北条时宗之弟北条宗赖为长门守护（根据凝然亲笔撰写的《梵网戒本疏日珠钞》卷第八纸背文书建治元年“守护交代注文”记载），并派遣其前往长门。这被认为是长门探题的起始。为了应对蒙古来袭这一非常事态，据称北条宗赖被赋予了比其他守护更为强大的权能（见《日名子文书》建治二年三月八日《北条宗赖书状》），但其具体权限仍不明确。
北条宗赖去世后，其子北条兼时于1280年（弘安三年）继任长门守护。在长门设有长门警固番役，关于1281年（弘安四年）元寇（即“弘安之役”）时元军曾袭击长门的传说亦有所流传，但确切记载较晚（见《风土进注案》先大津宰判神田上村），长门遭袭之事因史料缺乏，详情不明。
自1289年（正应二年）前后起，北条实政被任命为长门、周防两国守护。长门守护职多兼任周防守护职，“长门周防探题”一称或由此而来。从此之后，长门与周防两国守护职常由同一人兼任。后世一度因长门探题权能扩展至山阳道、山阴道全域的检断事务，故称其为“中国探题”。
1296年（永仁四年），北条实政就任为镇西探题之后，北条时仲被任命为长门、周防两国守护，继而由其祖父北条时村接替。1305年（嘉元三年），在“嘉元之乱”中，北条时村战死，由其孙北条熙时接任长门、周防两国守护。此后，其弟北条时仲再次出任，但北条时村、北条熙时、北条时仲三人均未曾赴任当地。1323年（元亨三年），北条时直被任命为守护；但至1333年（元弘三年），全国掀起反对镰仓幕府的浪潮（元弘之乱），九州的幕府重镇——镇西探题亦遭到猛烈攻击。北条时直为支援镇西探题而启程，但在抵达前，镇西探题即已覆灭，北条时直遂于丰前国柳浦投降，镰仓幕府下的长门探题亦由此终结。
后来的室町幕府时期，将军足利尊氏的庶子足利直冬一度被任命为长门探题。